# Crucero de Xolol
Crucero de Xolol är en ort i Mexiko.   Den ligger i kommunen Tancanhuitz och delstaten San Luis Potosí, i den centrala delen av landet, 240 km norr om huvudstaden Mexico City. Crucero de Xolol ligger 92 meter över havet och antalet invånare är 265.
Terrängen runt Crucero de Xolol är huvudsakligen kuperad, men norrut är den platt. Crucero de Xolol ligger nere i en dal. Runt Crucero de Xolol är det ganska tätbefolkat, med 207 invånare per kvadratkilometer. Närmaste större samhälle är Tamcuime, 2,1 km väster om Crucero de Xolol. I omgivningarna runt Crucero de Xolol växer huvudsakligen savannskog.